# FREAKY PLANET
『FREAKY PLANET（フリーキープラネット）』は、m.o.v.eの23枚目のシングル。

## 概要
- 四ヶ月連続リリースの第一弾。
- この作品から「m.o.v.e」名義となる。
- 表題曲「FREAKY PLANET」はサビをt-kimuraが務め、その上サビの全編に渡って「ヴォコーダーヴォイス」が使用されているという異色の曲である。
- 米ソニーが提供する世界最大のグローバルオンライン・リミックスコンテストのAcid Planetにこの楽曲が抜擢される。日本人アーティストとしては初めての参加[1]。
- vocalであるyuriのパートがシングル曲の中で群を抜いて少ない。
- iTunes StoreにてEnglish verが日本語版に先駆けて販売開始となった。
- 四連続シングルのPVはストーリー仕立てとなっており、今作は旅立ちを意識させる内容になっている。また、頭文字Dの主人公、藤原拓海の愛車であるハチロクが登場する。

## 収録曲
1. FREAKY PLANET
  - 作詞：motsu、作曲・編曲：t-kimura
2. THE LONGEST MOVIE
  - 作詞：motsu、作曲・編曲：t-kimura
3. FREAKY PLANET（instrumental）
4. THE LONGEST MOVIE（instrumental）